# جينيفر والكوت
جينيفر والكوت (بالإنجليزية: Jennifer Walcott)‏ هي عارضة وممثلة أمريكية، ولدت في 8 مايو 1977 في الولايات المتحدة.

## أعمال

### أفلام
- (2005)  معسكر الفرقة

## وصلات خارجية
- جينيفر والكوت على موقع IMDb (الإنجليزية)
- جينيفر والكوت على موقع ألو سيني (الفرنسية)
- جينيفر والكوت على موقع أول موفي (الإنجليزية)
- جينيفر والكوت على موقع قاعدة بيانات الفيلم (الإنجليزية)
- جينيفر والكوت على موقع كينوبويسك (الروسية)